# نادية السقاف (إعلامية)
نادية السقاف، إعلامية وسيدة أعمال كويتية، في عام 2013 انضمت إلى طاقم مذيعات برنامج كلام نواعم وهي حفيدة الأديب أحمد السقاف